# Hendrik Ouwerling
Hendrik Nicolaas Ouwerling ('s-Hertogenbosch, 24 december 1861 – Deurne, 12 oktober 1932) was een Nederlandse onderwijzer, heemkundige en journalist.
Ouwerling werd geboren uit een kerkelijk-gemengd echtpaar. Hij kwam slechts enkele dagen na het huwelijk van zijn ouders ter wereld. Ouwerlings vader wisselde regelmatig van standplaats. In 1867 vestigde het gezin zich in Woensel, waar Ouwerling de dorpsschool bezocht. Vanaf 1874 ging hij naar de Rijksnormaalschool te Eindhoven. In oktober 1876, toen het gezin verhuisde naar Someren, kwam hij in de kost bij schooldirecteur Jan Josef de Vlam. In 1880 behaalde hij zijn acte en werd hij aangesteld tot hulponderwijzer in Liessel. In maart 1882 werd hij onderwijzer aan de openbare school te Deurne en begin augustus 1885 behaalde hij zijn hoofdacte. Na zijn ontslag wegens teruglopende leerlingaantallen (na oprichting van een fraterschool in Deurne), werd hij journalist voor de regionale krant "Zuid-Willemsvaart" in Helmond, die mede dankzij hem uitgroeide tot een gerespecteerde krant. Tevens was hij politiek actief, onder meer als bestuurslid van de R.K. Kiezersvereeniging in het District Helmond en als gemeenteraadslid in Deurne. 
Al vroeg was hij actief als lokaal historicus en heemkundige in Deurne. Ook was hij  lid van het Provinciaal Genootschap van Kunsten en Wetenschappen in Noord-Brabant. In de tachtiger jaren van de 19e eeuw stuurde hij een manuscript van de eerste resultaten van zijn studie van de geschiedenis van Deurne naar Theodore baron de Smeth (1855-1924), heer van Deurne, die in Parijs woonde. Ouwerlings levenswerk Geschiedenis der dorpen en heerlijkheden Deurne, Liessel en Vlierden werd na zijn dood in 1933 uitgegeven door de gemeente Deurne. Het werd in de zestiger en zeventiger jaren van de twintigste eeuw nog herdrukt. Ondanks de gedateerdheid van veel van de gegevens (onder meer die over het Groot Kasteel en het Klein Kasteel) wordt het nog altijd als een standaardwerk gezien. Ook schreef Ouwerling voor bladen als: Dietsche Warande, Tijdschrift voor Noord-Brabantse geschiedenis, taal -en letterkunde, Nieuw Nederlandsch Biografisch Woordenboek en Volks-Almanak voor Nederlandsche katholieken.

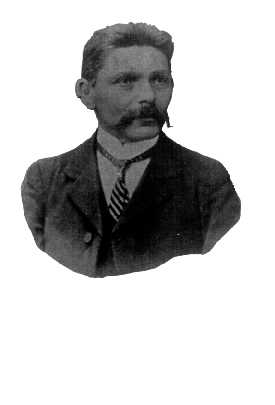
Foto van Hendrik Ouwerling eind 19e eeuw.

Ouwerling woonde in eerste instantie in de Kerkstraat, waar hij naast het ouderlijk huis van Antoon Coolen woonde. Hij, en met name ook zijn bibliotheek, was dan ook een belangrijke inspiratiebron voor deze toen nog jonge schrijver. In 1913 nam hij zijn intrek in De Romein, een onder architectuur gebouwd woonhuis aan de Romeinstraat in Deurne. De architect was Cor Roffelsen. In dit huis overleed Ouwerling in 1932. Zijn vroegere buurjongen Antoon Coolen zou later ook nog in dit huis wonen.
In Deurne is de Ouwerlingstraat naar hem genoemd, gelegen in het naoorlogse gedeelte van de St. Jozefparochie. In 1978 koos de net opgerichte heemkundekring zijn naam; de kring zou door het leven gaan als Heemkundekring H.N. Ouwerling. Zijn graf bij de Sint-Willibrorduskerk aan de Markt te Deurne wordt door de heemkundekring onderhouden.
Hendrik Ouwerling was niet getrouwd en had geen kinderen. Zijn homoseksualiteit was slechts onder zijn vrienden bekend. Tot zijn vriendenkring behoorden personen als Herman Maas, Jac. Heeren, August Sassen, J.C. van Beek en Antoon Coolen.
Frederik Ouwerling (1883-1960), gemeentearchivaris van Tilburg, was zijn jongste broer.

## Externe links

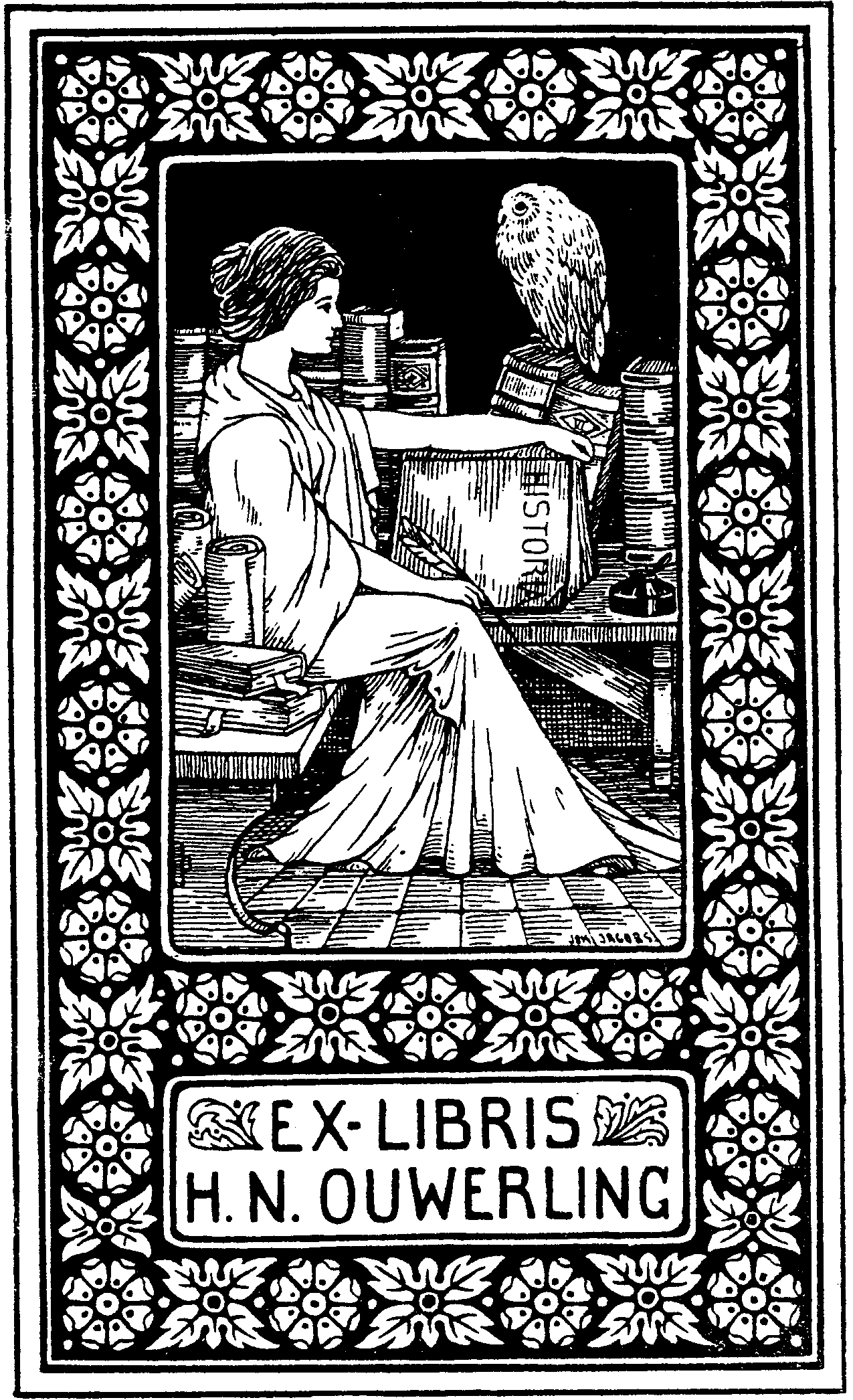
Ex libris van Hendrik Ouwerling
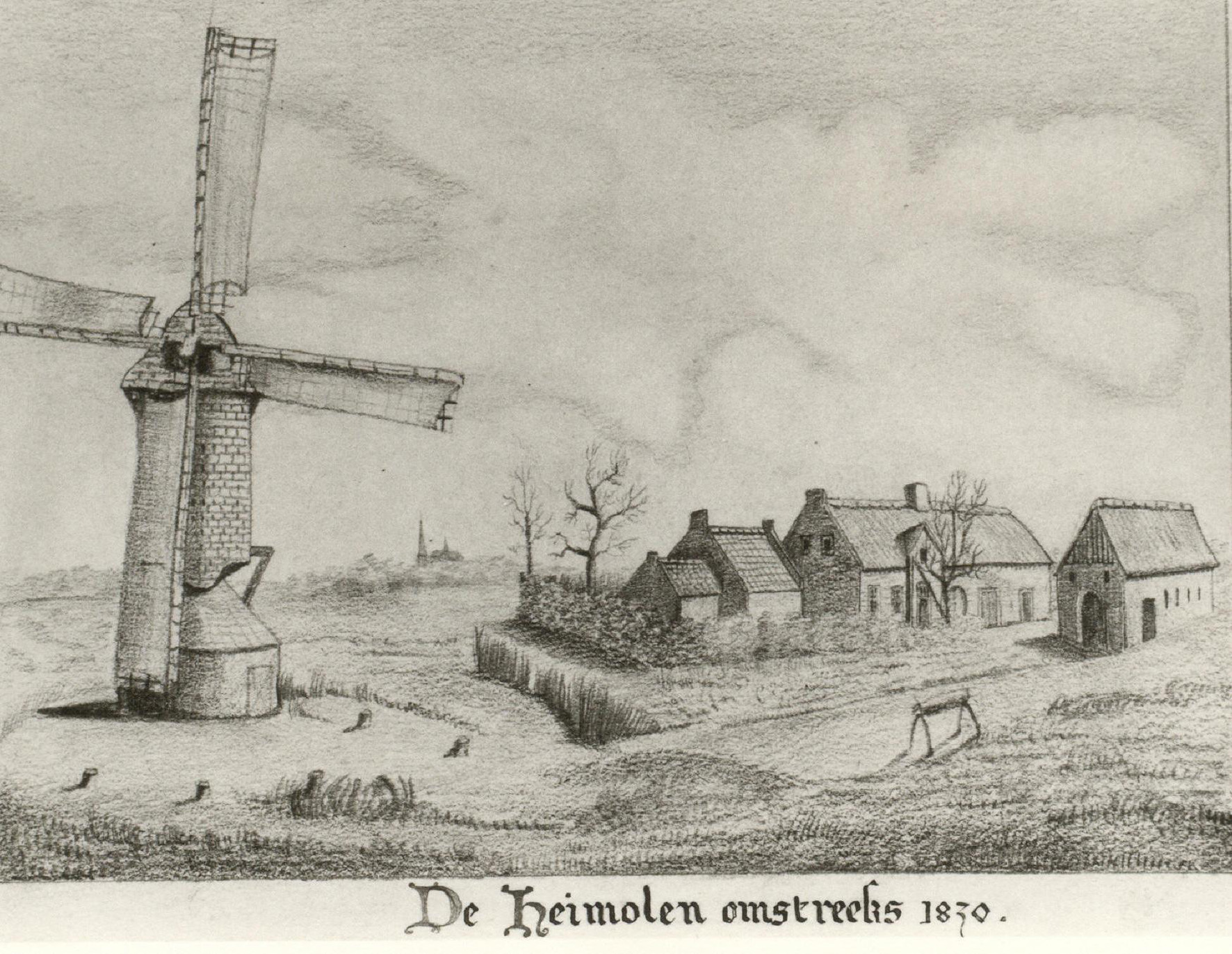
De Heimolen omstreeks 1870, tekening (fantasie) van H. Ouwerling
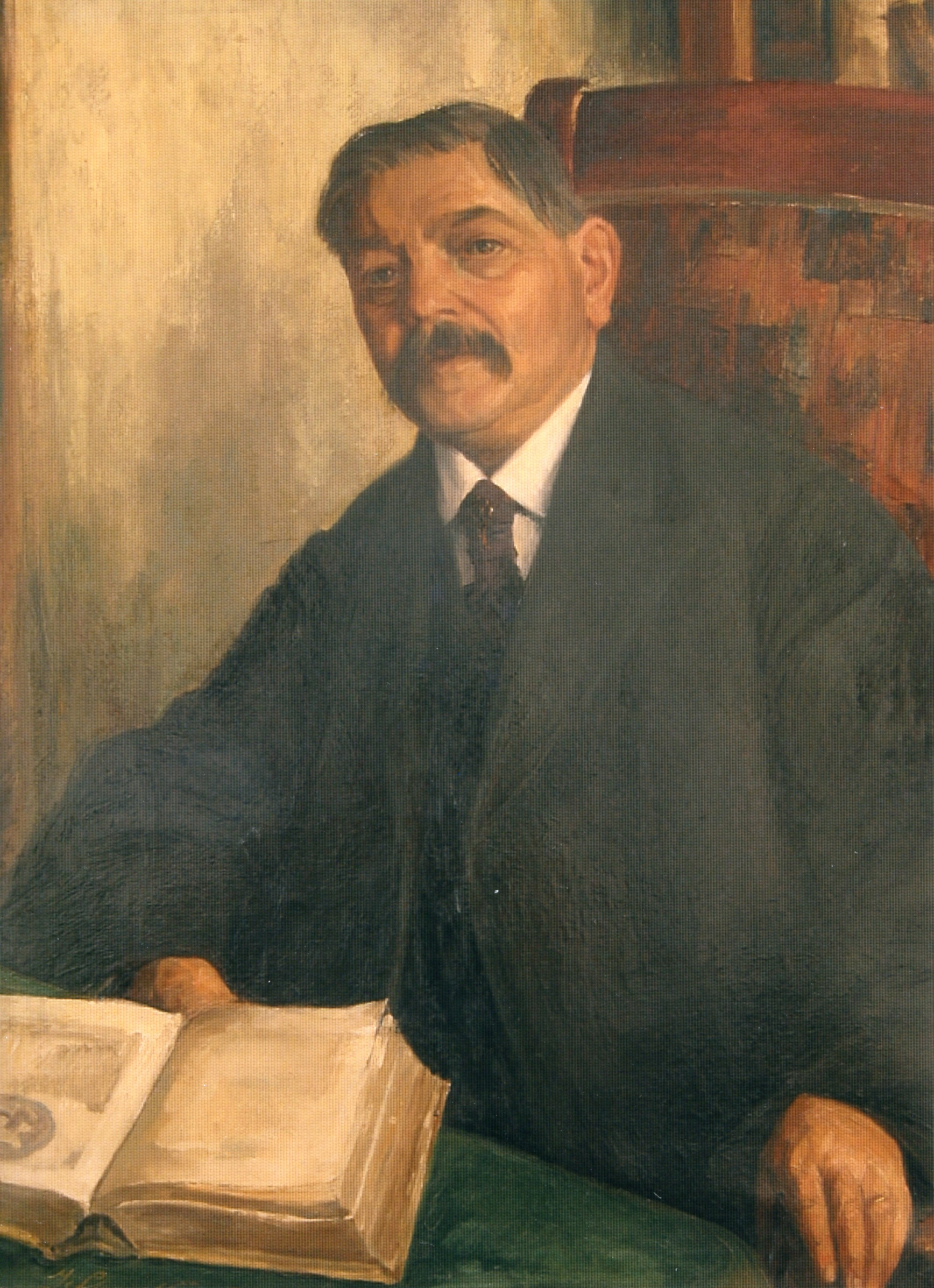
Ouwerling geschilderd door Jacques Stroucken